# Oribatula beccus
Oribatula beccus är en kvalsterart som beskrevs av Djaparidze 1990. Oribatula beccus ingår i släktet Oribatula och familjen Oribatulidae. Inga underarter finns listade i Catalogue of Life.